# AP Films
AP Films of APF, later ook bekend onder de naam Century 21 Productions, was een Britse onafhankelijke filmproductiecompagnie in de jaren 50, 60 en 70 van de 20e eeuw. Het bedrijf is vooral bekend vanwege zijn wereldberoemde sciencefiction/avonturen supermarionationseries zoals Thunderbirds – geproduceerd voor Britse onafhankelijke zenders, Granada, ABC Weekend TV en ATV. In de hoogtijdagen van het bedrijf werkten er meer dan 200 medewerkers.:120

## Begin
AP Films werd in 1957 opgericht door Gerry Anderson en Arthur Provis naar aanleiding van het faillissement van hun vorige werkgever Polytechnic Films. De naam AP Films is een afkorting voor Anderson Provis Films.:29 Andere medewerkers waren producer Reg Hill, cinematograaf John Read en secretaresse Sylvia Thamm (die later Andersons tweede vrouw zou worden). Anderson was toen al een ervaren regisseur, en Provis een cinematograaf. Het bedrijf werd opgericht met het doel een conventioneel filmproductiebedrijf te worden.
Werk was echter niet makkelijk te vinden en hun budget was laag. APF werd echter benaderd met het aanbod te gaan samenwerken met Roberta Leigh en haar collega Suzanne Warner om de kinder/poppenserie The Adventures of Twizzle voor Associated-Rediffusion. Met enige aarzeling nam het bedrijf de opdracht aan. De serie was echter zo’n doorslaand succes dat het leidde tot nog een samenwerking tussen AP Films: Torchy the Battery Boy. Hierna verliet Arthur Provis het bedrijf vanwege een onenigheid met Gerry Anderson over toekomstige plannen.:40 APF ging verder met hun eerste onafhankelijke productie, Four Feather Falls, een westernserie bedacht door Barry Gray voor Granada Television.
IN 1960 maakte APF voor het eerst een live-actionfilm: de thriller Crossroads to Crime voor Anglo-Amalgamated. Ook deden ze een aantal tv-advertenties voor een Londens reisbureau.

## Succes
De film was geen succes, dus keerde het bedrijf weer terug naar poppenseries. Wel werden de oude marionetten vervangen door een nieuwe techniek genaamd supermarionation; marionetten met een mechaniek dat de ogen en mond perfect liet meebewegen met vooraf ingesproken tekst. Dit resulteerde in enkele van de bekendste series van het bedrijf – futuristische sciencefiction/avonturenseries voor ATV. Deze series waren Supercar (1960-61), Fireball XL5 (1962), Stingray (1964) – de eerste Britse kinderserie die geheel in kleur werd opgenomen – en Thunderbirds (1964-66) – wat hun meest bekende en succesvolle serie was. Na de productie van Fireball XL5 had ATV eigenaar Lew Grade het bedrijf opgekocht:69 en werd hoofdregisseur.

## Century 21
Meteen na het voltooien van de eerste opnames voor Thunderbirds, werd in 1965 AP Films hernoemd tot Century 21 Productions om aan te sluiten bij de zusterbedrijven Century 21 Merchandising, Century 21 Toys en Century 21 Music, die alle merchandising van AP Film series regelden.:111
Alle Century 21 producties begonnen met een openingsfilmpje van een rode dartpijl die een aantal witte cirkels doorboort, begeleid door typische Barry Gray glissando en de tekst "A Gerry Anderson Century 21 Television (of Cinema) Production". Deze opening werd voor het eerste gebruikt voor de twee Thunderbirds films (Thunderbirds Are Go – die in première ging op 12 december 1966:117 – en Thunderbird 6).
Onder de naam Century 21 werden nog twee supermarionationseries gemaakt voor ATV, Captain Scarlet and The Mysterons (1967-68) en Joe 90 (1968).:139-140
In 1969 maakte het bedrijf zijn laatste poppenserie, de maar zelden uitgezonden serie The Secret Service (die live-action afwisselde met marionetten). Daarna sloten de marionettenstudio’s en verdwenen de merchandisingcontracten.
In 1969 maakte het bedrijf wederom een live-action film: Doppelganger (alias Journey To The Far Side of the Sun), die genomineerd werd voor een Academy Award voor beste special effects. De film werd gevolgd door de enige live-action televisieserie van het bedrijf: UFO (1970). Dit was tevens het laatste project van het bedrijf. Een tweede UFO serie werd wel gepland, maar kwam nooit van de grond.

## Producties
Producties gemaakt onder de naam AP Films.
- The Adventures of Twizzle 1957-1958
- Straaltje, de Speelgoedman 1960
- Vier Veren Waterval 1960
- Crossroads to Crime 1960
- Supercar 1961-1962
- Fireball XL5 1962-1963
- Stingray 1964-1965
- Thunderbirds (alleen seizoen 1) 1965-1966

## Einde van het bedrijf
Na afloop van hun contract bij Lew Grade, richtten Gerry Anderson, Silvai Anderson en Reg Hill een ander bedrijf op genaamd Group Three Productions, met Gerry als voorzitter. Dit bedrijf onderhield nog wel goede banden met Grade.:151

## Andere belangrijke medewerkers
Hoewel AP Films/Century 21 Productions vooral bekend was vanwege de Andersons, werken er ook een aantal andere opmerkelijke personen:
- Barry Gray componeerde veel van de muziek voor al Andersons onafhankelijke producties t/m Space: 1999 in 1975.
- Derek Meddings kwam bij het bedrijf in de begindagen als een special effects assistent. Hij werd uiteindelijk de belangrijkste regisseur van het bedrijf op het gebied van de effecten met schaalmodellen.
- Brian Johnson zou later ook een belangrijke special effects medewerker worden in Hollywood.
- Christine Glanville, al reeds een ervaren poppenspeelster, kwam bij het bedrijf in de begindagen om te assisteren bij de scènes met marionetten.